# Некрасовское сельское поселение (Крым)
Некрасовское се́льское поселе́ние (укр. Некрасовське сільське поселення, крымскотат. Кул Чора кой юрту) — муниципальное образование в северо-восточной части Советского района Республики Крым России.
Административный центр — село Некрасовка.

## География
Находится в степном Крыму, на побережье Сиваша.

## Население
| 2001  | 2014  | 2015  | 2016  | 2017  | 2018  | 2019  |
| ----- | ----- | ----- | ----- | ----- | ----- | ----- |
| 2186  | ↘1601 | ↗1602 | ↗1603 | ↘1569 | ↗1572 | ↗1583 |
| 2020  | 2021  |       |       |       |       |       |
| ↘1581 | ↗1614 |       |       |       |       |       |

## Состав сельского поселения
| № | Населённый пункт | Тип населённого пункта       | Население |
| - | ---------------- | ---------------------------- | --------- |
| 1 | Некрасовка       | село, административный центр | ↘1044     |
| 2 | Октябрьское      | село                         | ↘557      |

## История
В 1923 году был образован Некрасовский сельский совет. До 2012 года в его составе учитывалось село Барсово.
Статус и границы Некрасовского сельского поселения установлены Законом Республики Крым от 5 июня 2014 года № 15-ЗРК «Об установлении границ муниципальных образований и статусе муниципальных образований в Республике Крым».